# Circuito Brasileiro de Voleibol de Praia Feminino Sub-23 de 2012
O Circuito Brasileiro de Voleibol de Praia Sub-23 de 2012, também chamado de Circuito Banco do Brasil de Vôlei de Praia Sub-23, foi a primeira edição da principal competição nacional de Vôlei de Praia Sub-23 na variante feminina, iniciado em 13 de março de 2012.

## Resultados

### Circuito Sub-23
| Evento                                                               | Ouro                                | Prata                              | Bronze                           | Quarto lugar                       |
| 1ª Etapa João Pessoa, Paraíba 13 a 15 de março de 2012.              | / Júlia Schmidt Haissa Lima         | Rebecca Cavalcante Carol Horta     | Sandressa Miranda Juliana Simões | Patrícia Wink Carol Pereira        |
| 2ª Etapa Aracaju, Sergipe 21 a 24 de maio de 2012.                   | Rebecca Cavalcante Carol Horta      | / Júlia Schmidt Haissa Lima        | / Mayara Kelly Thaís Rodrigues   | Patrícia Wink Carol Pereira        |
| 3ª Etapa São Luís, Maranhão 18 a 21 de junho de 2012.                | Rebecca Cavalcante Carol Horta      | Patrícia Wink Carol Pereira        | / Mayara Kelly Thaís Rodrigues   | / Marcella Colnago Haissa Lima     |
| 4ª Etapa Campo Grande, Mato Grosso do Sul 9 a 12 de julho de 2012.   | / Marcella Colnago Haissa Lima      | Patrícia Wink Carol Pereira        | / Júlia Schmidt Thaís Rodrigues  | / Mayara Kelly Fernanda Nunes      |
| 5ª Etapa Maceió, Alagoas 20 a 23 de agosto de 2012.                  | / Júlia Schmidt Thaís Rodrigues     | / Sandressa Miranda Fernanda Nunes | / Mayara Kelly Gabby Baeta       | Patrícia Wink Carol Pereira        |
| 6ª Etapa Rio de Janeiro, Rio de Janeiro 26 a 29 de novembro de 2012. | / Rebecca Cavalcante Drussyla Costa | / Júlia Schmidt Thaís Rodrigues    | Patrícia Wink Carol Pereira      | / Sandressa Miranda Fernanda Nunes |